# Birnudalstindur
Birnudalstindur är en bergstopp i republiken Island. Den ligger i regionen Austurland, i den sydöstra delen av landet, 290 km öster om huvudstaden Reykjavík. Toppen på Birnudalstindur är 1 317 meter över havet, eller 117 meter över den omgivande terrängen. Bredden vid basen är 0,93 km.
Trakten runt Birnudalstindur består i huvudsak av gräsmarker.